# Paecilaema circumscriptum
Paecilaema circumscriptum is een hooiwagen uit de familie Cosmetidae.